# 高橋優のインディーズアルバム
このページは高橋優のインディーズアルバムについて詳述する。現在は、全国流通させられている『僕らの平成ロックンロール』を除き、全て廃盤となっている。

## Sepia
Sepia(セピア)は高橋優の1枚目の自主製作アルバム。

### 収録曲
1. INTRO
  - メジャー2ndアルバム「この声」に「セピア」と改題され収録。
2. 弱虫
3. BLUE
  - 「無言の暴力」に「ブルー」と改題され収録。
  - メジャー16thシングル「ロードムービー」に弾き語りバージョンとして収録。
4. LONELY
  - 「胡坐～agura～」に「Lonely」と改題され収録。
5. ある日
6. 雪の雫
7. 流浪
8. FLOWER
9. MELODY
  - 「無言の暴力」、「胡坐～agura～」、メジャー1stアルバム「リアルタイム・シンガーソングライター」に「メロディ」と改題され収録。
10. ENDING
  - メジャー2ndアルバム「この声」に「セピア」と改題され収録。

## 無言の暴力
無言の暴力(むごんのぼうりょく)は高橋優の2枚目の自主製作アルバム。

### 収録曲
※は再収録曲。
1. 鴉
2. 運命の何某
3. メロディ※
  - 「Sepia」収録曲。
  - メジャー1stアルバム「リアルタイム・シンガーソングライター」に収録。
4. 都会の鼠
5. ハニー
6. 蒲公英
7. 誰もいない台所
  - メジャー5thシングル「誰もいない台所」に収録。
8. 性
9. 正しい暴力
10. ブルー※
  - 「Sepia」収録曲。
11. 友へ
  - 「胡坐～agura～」「僕らの平成ロックンロール」にも収録。
  - メジャー1stシングル「素晴らしき日常」に2010年4月23日に行われたライブ音源がボーナストラックとして収録。
  - ベストアルバム「高橋優 BEST 2009-2015 『笑う約束』」に収録。

## 胡坐～agura～
胡坐～agura～(あぐら)は高橋優の3枚目の自主製作アルバム。このアルバムは胡坐ライブの会場限定で発売されていた。

### 収録曲
※は再収録曲。
1. 駱駝
  - 「僕らの平成ロックンロール」収録曲。ミュージックビデオが作成されている。
  - ベストアルバム「高橋優 BEST 2009-2015 『笑う約束』」に収録。
2. こどものうた
  - 後にインディーズ1stシングル「こどものうた」としてリカット。「僕らの平成ロックンロール」にはバンドバージョンとして収録。
  - ベストアルバム「高橋優 BEST 2009-2015 『笑う約束』」に収録。(「僕らの平成ロックンロール」収録音源)
3. 友へ※
  - 「無言の暴力」「僕らの平成ロックンロール」収録曲。
  - メジャー1stシングル「素晴らしき日常」に2010年4月23日に行われたライブ音源がボーナストラックとして収録。
  - ベストアルバム「高橋優 BEST 2009-2015 『笑う約束』」に収録。
4. 線
5. 好きだった
6. Lonely※
  - 「Sepia」収録曲。
7. 恋する悪魔
8. 泣き虫空に可愛い傘
  - 後にインディーズ1stシングル「こどものうた」に収録。
  - メジャー6thシングル「卒業」初回限定盤に2011年11月30日に行われたライブ音源がボーナストラックとして収録。
9. メロディ※
  - 「Sepia」「無言の暴力」収録曲。
  - メジャー1stアルバム「リアルタイム・シンガーソングライター」収録曲。

## 参照
高橋優 | インディーズ音楽ならモノレコ